# Tomoplagia achromoptera
Tomoplagia achromoptera är en tvåvingeart som beskrevs av Prado, Norrbom och Lewinsohn 2004. Tomoplagia achromoptera ingår i släktet Tomoplagia och familjen borrflugor. Inga underarter finns listade i Catalogue of Life.